# Sjöbo, Värnamo kommun
Sjöbo är en bebyggelse vid sjön Vidösterns västra strand i Värnamo kommun. Från 2015 avgränsar SCB här en småort.